# Uniwersytet Megatrend
Uniwersytet Megatrend (serb. Универзитет Мегатренд) – serbska niepubliczna uczelnia w Belgradzie. Z około 20 tysiącami studentów jest obecnie największą prywatną uczelnią w Serbii i jedną z największych w tej części Europy. 
Uniwersytet został założony w 1980 roku i ma obecnie 11 wydziałów i 2 koledże. 15 kwietnia 2015 roku zmienił nazwę z Megatrend University na Univerzitet Džon Nezbit, ale później przywrócono pierwotną nazwę. Jego patronem jest John Naisbitt, amerykański ekspert w dziedzinie studiów nad przyszłością.

## Program dydaktyczny
Program skupia się głównie na ekonomii i zarządzaniu (Wydział Zarządzania to pierwsza jednostka organizacyjna), ale uczelnia prowadzi również studia w zakresie rolnictwa, kierunki humanistyczne, nauki społeczne, informatyka oraz inne.

## Znani absolwenci
- Jelena Janković, serbska tenisistka[4]